# Rinodina bolanderi
Rinodina bolanderi är en lavart som beskrevs av Hugo Magnusson. Rinodina bolanderi ingår i släktet Rinodina och familjen Physciaceae.   Inga underarter finns listade i Catalogue of Life.